# Slatina (district de Svitavy)
Pour les articles homonymes, voir Slatina.
Slatina (en allemand : Schlettau) est une commune du district de Svitavy, dans la région de Pardubice, en République tchèque. Sa population s'élevait à 164 habitants en 2024.

## Géographie
Slatina se trouve à 18 km au sud-est de Svitavy, à 75 km au sud-est de Pardubice et à 164 km à l'est-sud-est de Prague.

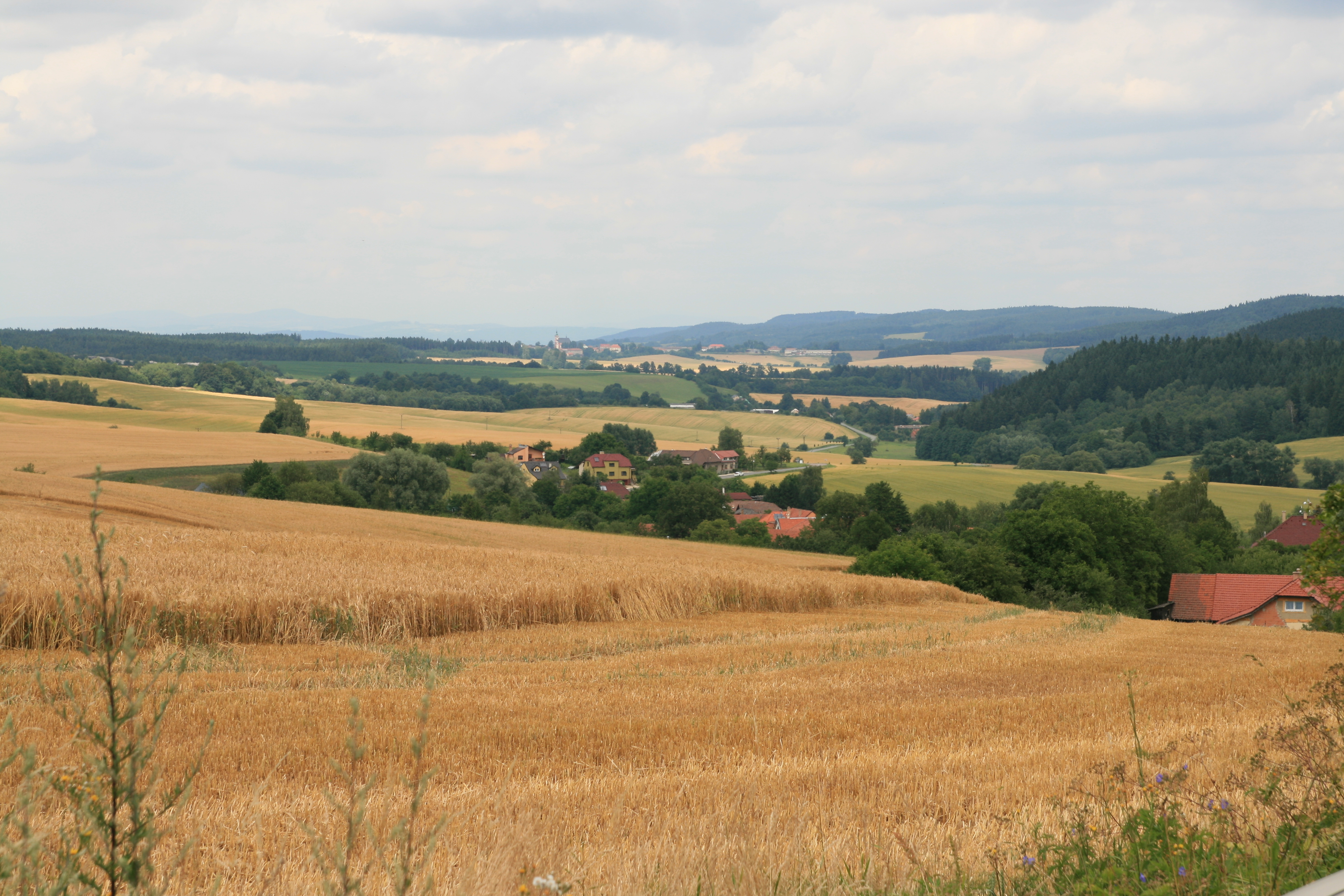
Vue de Slatina.

La commune est limitée par Rudná et Březina au nord, par Bělá u Jevíčka au nord-est, par Velké Opatovice à l'est et au sud-est, par Roubanina et Horní Smržov au sud et par Želivsko à l'ouest.

## Histoire
La première mention écrite du village date de 1320.

## Administration
La commune se compose de deux sections :
- Březinka
- Slatina

## Transports
Par la route, Slatina se trouve à 10 km de Jevíčko, à 30 km de Svitavy, à 96 km de Pardubice et à 209 km de Prague. 